# Simulium jefersoni
Simulium jefersoni är en tvåvingeart som beskrevs av Hamada, Hernandez, Luz och Mateus Pepinelli 2006. Simulium jefersoni ingår i släktet Simulium och familjen knott. Inga underarter finns listade i Catalogue of Life.